# Ревега Олександр Васильович
Ревега Олександр Васильович (22 липня 1966) — народний депутат України.

## Біографія
Закінчив Київський технологічний інститут харчової промисловості.
Директор ТОВ «Оравтобуд».
З 04.12.2014 р — Народний депутат України VIII скликання.
Член депутатської фракції партії «Блок Петра Порошенка».